# Sciadia
Sciadia là một chi bướm đêm thuộc họ Geometridae.